# Pieter Palinck
Petrus Josephus Antonius Palinck (Antwerpen, 20 april 1774 – Borgerhout, 3 juni 1841) was een rentenier en woonde te Deurne nabij het kerkhof.
In de gemeenteraadsvergaderring van 20 oktober 1818 werd Pieter Palinck aangesteld als schepen en ambtenaar van de Burgerlijke Stand van de gemeente Deurne-Borgerhout. Bij Koninklijk Besluit van 12 augustus 1825 werd hij aangesteld als burgemeester van Deurne-Borgerhout in vervanging van Pieter Gysels. Op 10 november 1830 werd hij, verdacht van orangisme, opgevolgd door J. Huybrechts van Gingelen. Nadat de Kamer van Volksvertegenwoordigers, op 13 mei 1836, de wet had goedgekeurd waarbij Deurne en Borgerhout tot zelfstandige gemeenten werden opgericht, en na de verkiezingen van 13 september 1836, werd Pieter Palinck, bij Koninklijk Besluit van 10 december 1836, andermaal aangesteld als eerste burgemeester van de nieuwe gemeente Deurne. Eind 1839 diende hij, wegens ziekte, zijn ontslag in als burgemeester en werd begin 1840 opgevolgd door Georges Cogels.